# La Part obscure
Pour les articles homonymes, voir Part.
Pour plus de détails, voir Fiche technique et Distribution.
La Part obscure (In Darkness) est un thriller américano-britannique coécrit, coproduit et réalisé par Anthony Byrne, sorti en 2018.

## Synopsis
Pianiste aveugle, Sofia est témoin du meurtre de sa voisine Véronique, tuée dans l'appartement au-dessus de chez elle. Il s'avère que la victime est la fille d'un homme d’affaires accusé de crimes de guerre. Terrifiée, elle fuit dans les bas-fonds de Londres et, malgré elle, se retrouve impliquée dans une affaire de meurtres où se croisent corruption, tueurs à gages et la mafia russe. 

## Fiche technique
- Titre original : In Darkness
- Titre français : La Part obscure
- Réalisation : Anthony Byrne
- Scénario : Anthony Byrne et Natalie Dormer
- Décors : Jos Richardson
- Costumes : Nat Turner
- Photographie : Si Bell
- Montage : Tom Harrison-Read et Paul Knight
- Musique : Niall Byrne
- Production : Anthony Byrne et Natalie Dormer
- Sociétés de production : 42 Production et XYZ Films
- Sociétés de distribution : Vertical Entertainment (États-Unis), Netflix (France)
- Pays d'origine :  États-Unis et  Royaume-Uni
- Format : couleur
- Genre : thriller
- Durée : 100 minutes
- Dates de sortie : 
  - Philippines : 23 mai 2018 (avant-première)
  - États-Unis : 25 mai 2018
  - Royaume-Uni : 26 mai 2018 (Festival international du film d'Édimbourg) ; 6 juillet 2018 (sortie nationale)
  - France : 22 juin 2018 ; 3 juillet 2018 sur Netflix

## Distribution
- Natalie Dormer (VF : Sandra Valentin) : Sofia
- Ed Skrein (VF : Alexis Victor) : Marc
- Emily Ratajkowski (VF : Zina Khakhoulia) : Véronique
- Joely Richardson (VF : Pauline Brunel) : Alex
- James Cosmo (VF : Achille Orsoni) : Niall
- Amber Anderson : Jane
- Jan Bijvoet (VF : Boris Rehlinger) : Radic
- Neil Maskell (VF : Thierry Wermuth) : Mills
- Lexie Benbow-Hart : Sofia jeune